# 松田町寄ロウバイ園
松田町寄ロウバイ園（まつだまちやどりきロウバイえん、英文名称Yadoriki Robai Park）とは神奈川県足柄上郡松田町寄（やどりき）にあるロウバイ(Chimonanthus praecox)園である。

## 概要
このロウバイ園は、地元住民が2006年（平成18年）に標高380メートル付近の荒廃農地を整備し、地域振興に寄与しようと、寄中学校の3年生が卒業記念として250本のロウバイを植えたのが始まり。同年から植樹されたソシンロウバイは2017年（平成25年）現在、約1200本を数えるまでになった。
早春の1月中旬から2月中旬には見頃を迎え、恒例のロウバイまつりが開催される。毎年、少しずつ植えられたロウバイが、年々少しずつ大きくなっていき、母校の寄中学校を眼下にやさしく見守っている。みやまの里を流れる中津川や自然に囲まれた景色と黄色い花の美しさに他にはない癒しの空間は心洗われる。
ロウバイ園の散策路からは、茶畑や中津川、寄の集落が望め、寄地区ならではのぬくもりある風景を季節を問わずのんびりと楽しめる。

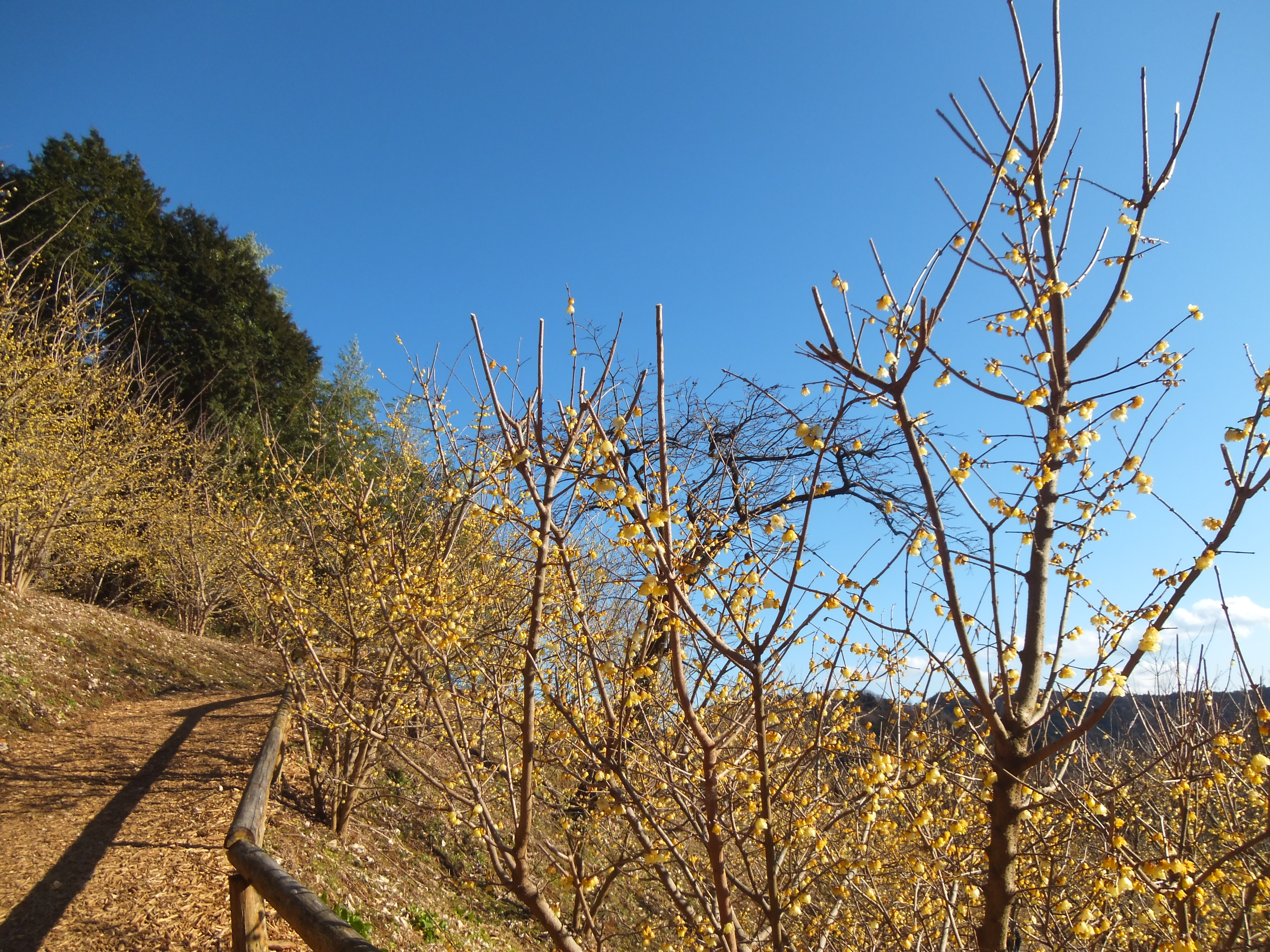
寄ロウバイ園のロウバイ1
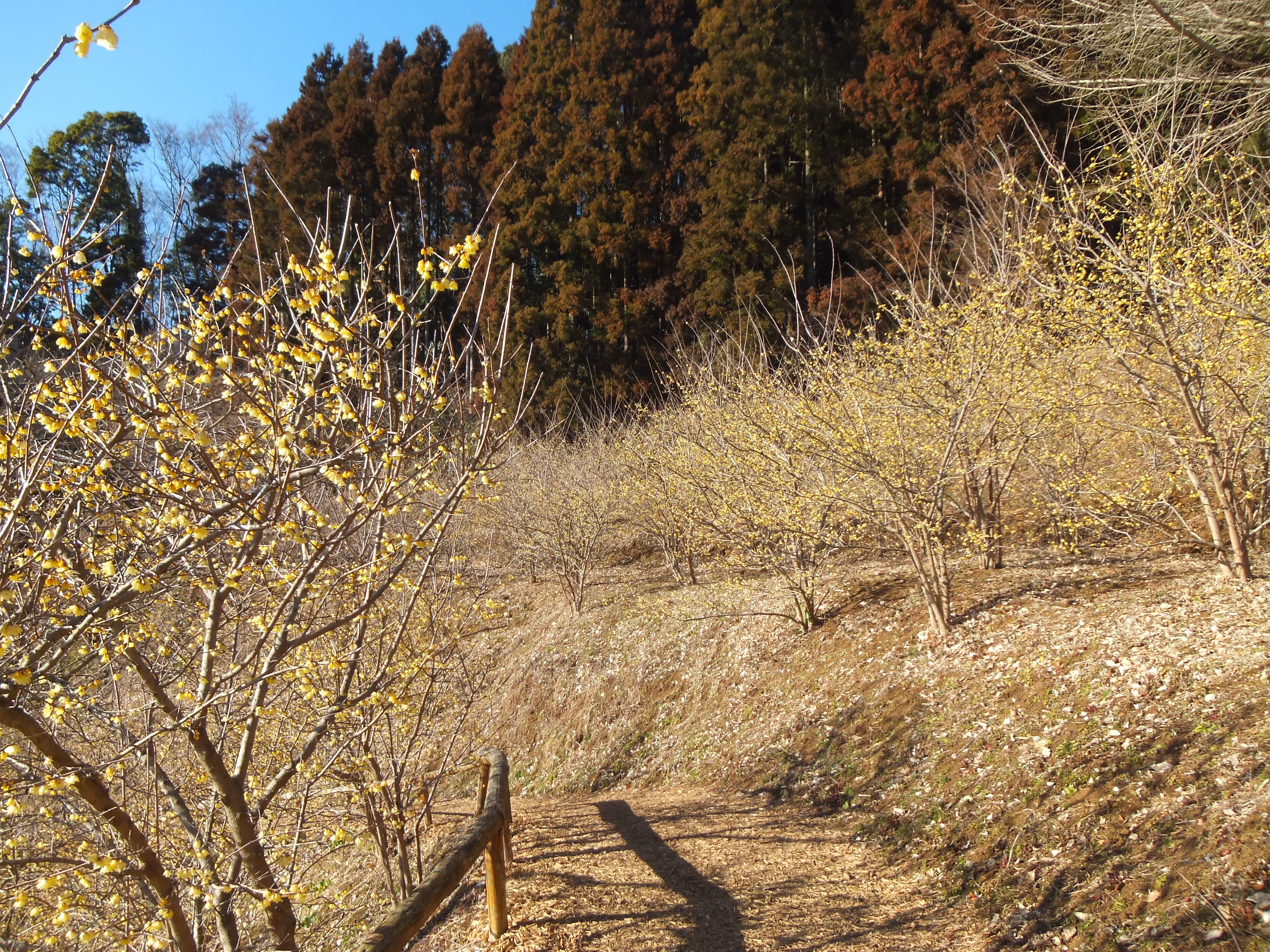
寄ロウバイ園のロウバイ2
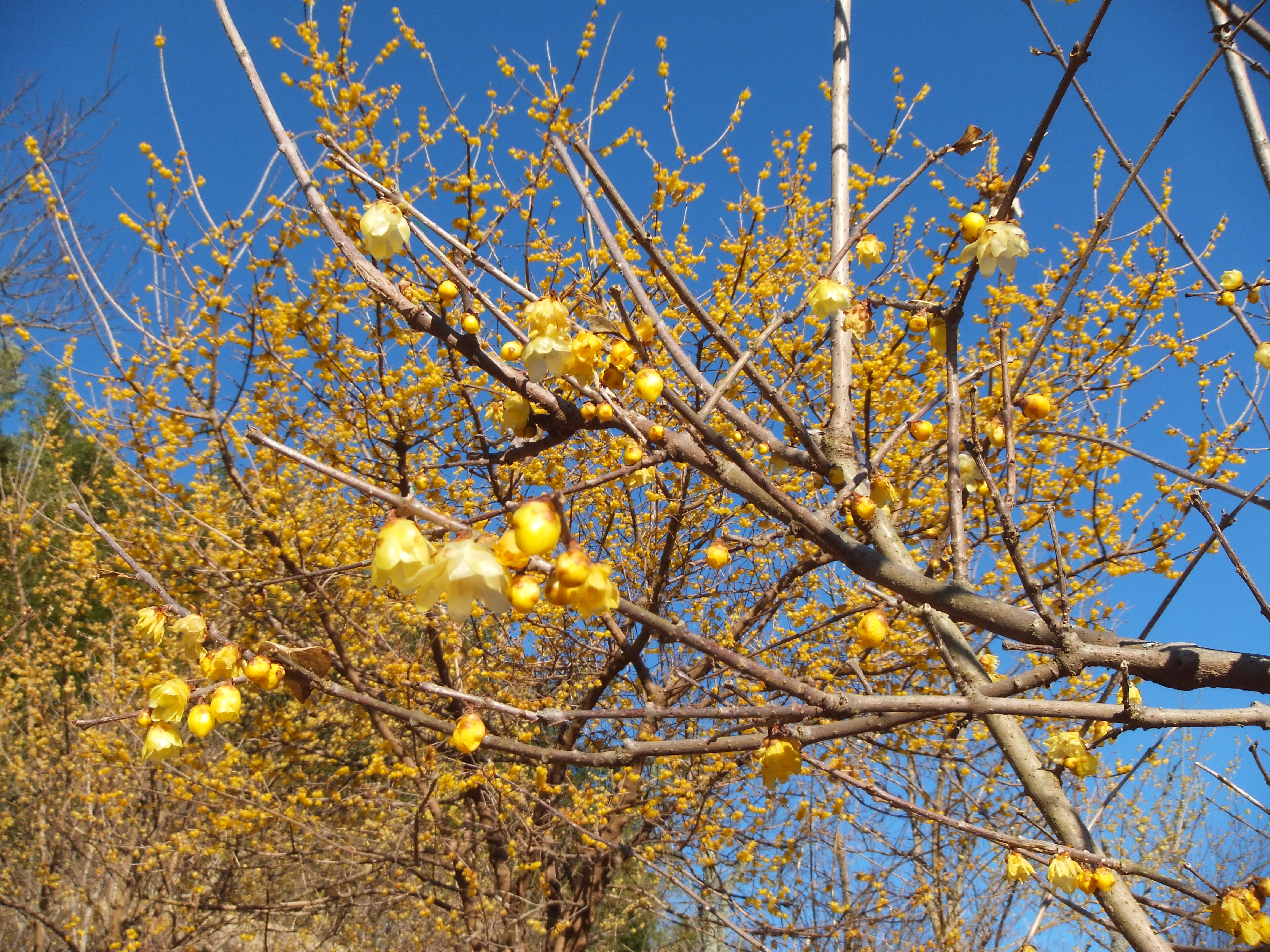
寄ロウバイ園のロウバイ3
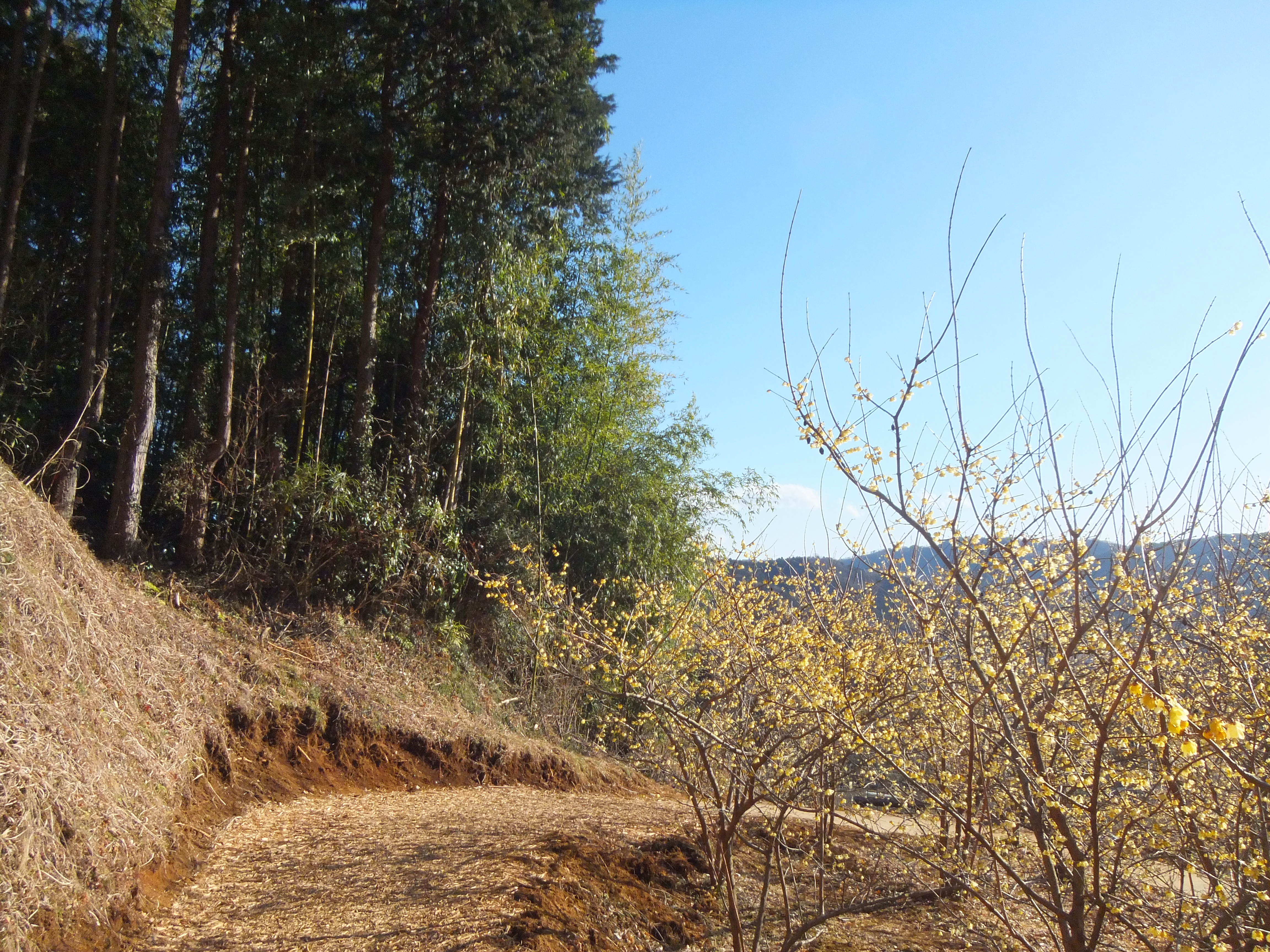
寄ロウバイ園散策路
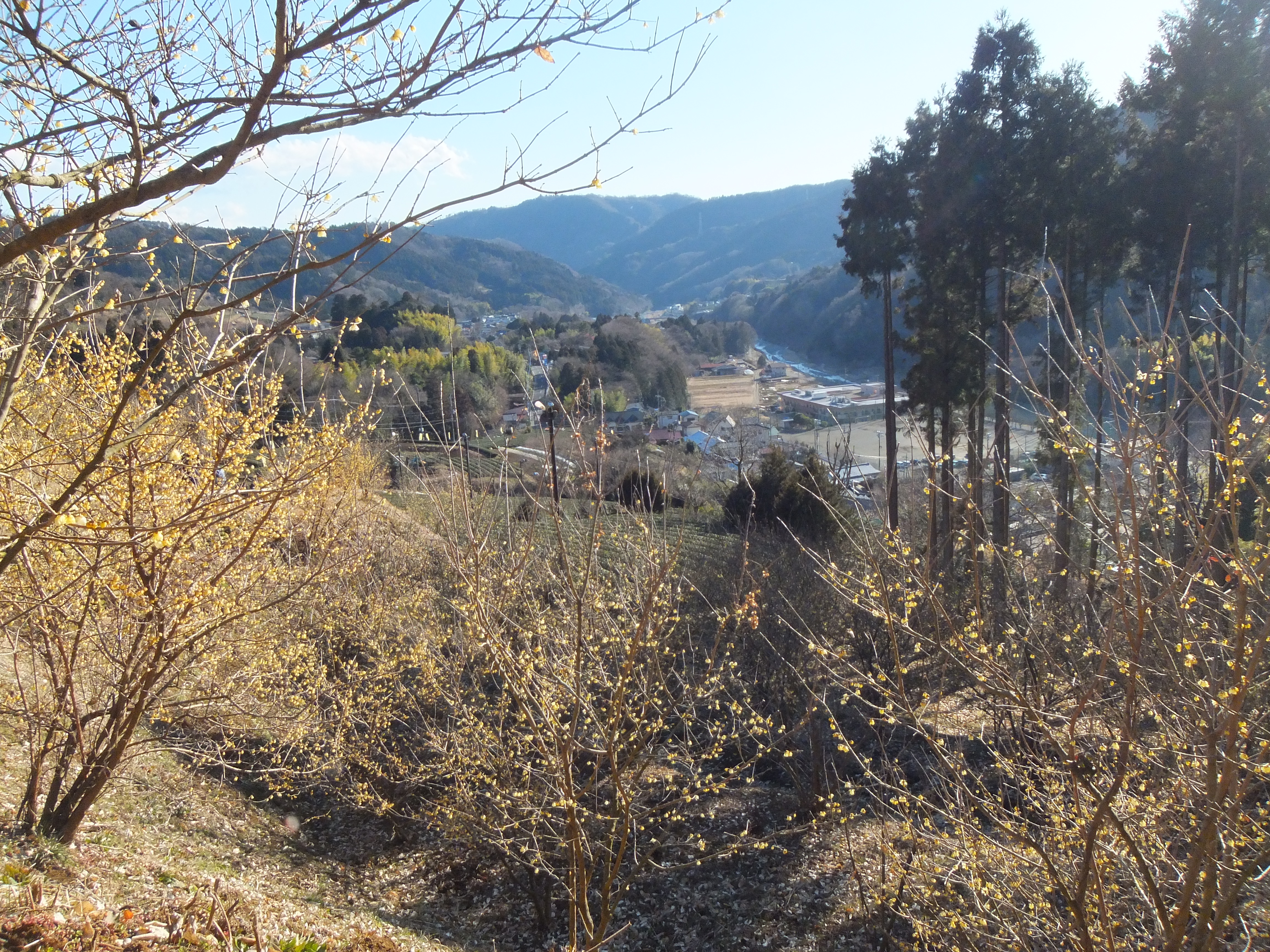
寄ロウバイ園から学校をのぞむ
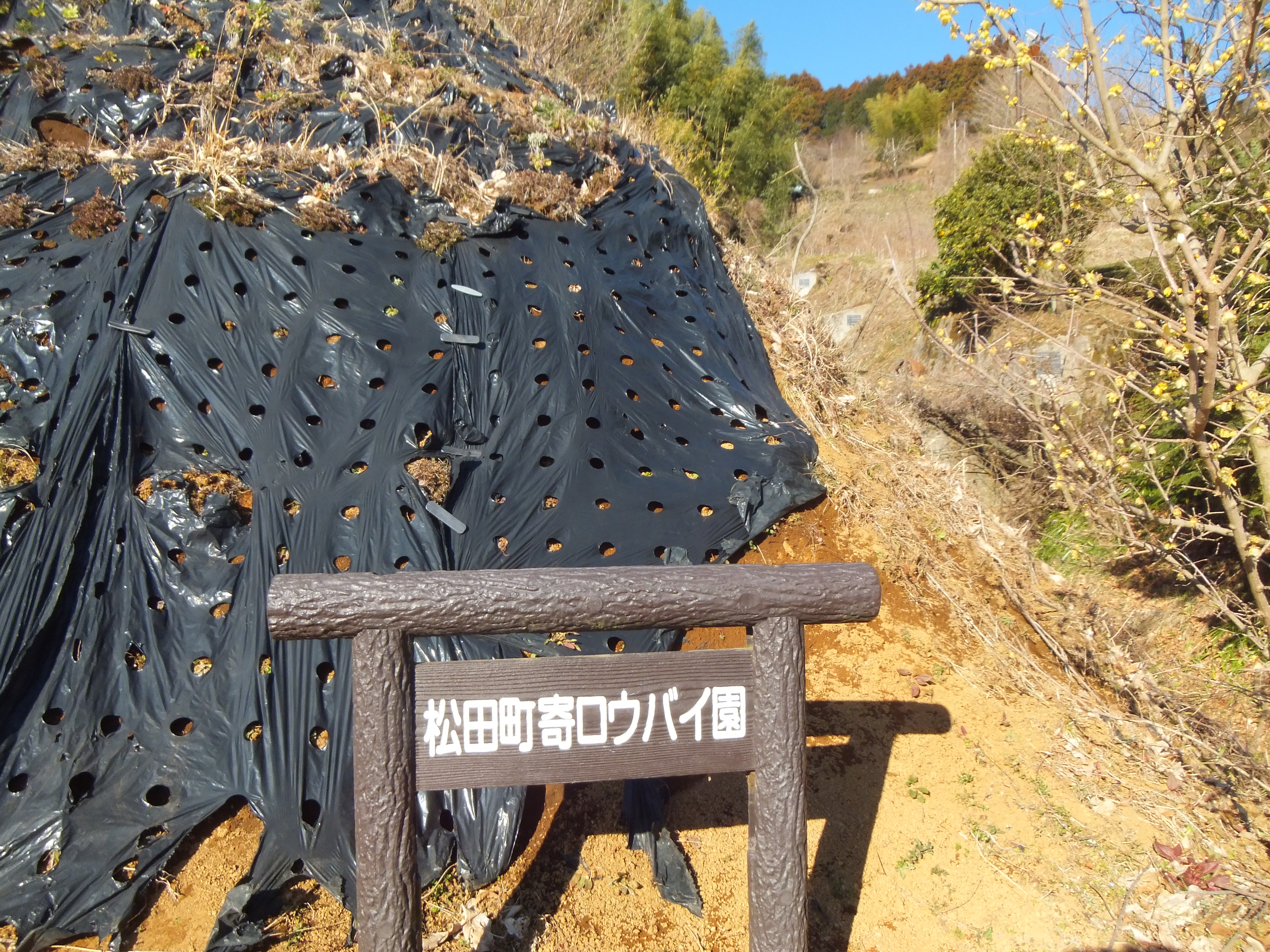
寄ロウバイ園看板